# Psephenus robacki
Psephenus robacki là một loài bọ cánh cứng trong họ Psephenidae. Loài này được Spangler miêu tả khoa học đầu tiên năm 1966.